# Esli García
Esli Samuel García Cordero (Araure, Estado Portuguesa, Venezuela; 14 de julio de 2000) es un futbolista venezolano que juega como delantero en el Goiás E. C. de la Campeonato Brasileño de Serie B.

## Trayectoria

### Portuguesa Fútbol Club
Comenzó su carrera profesional en el Portuguesa Fútbol Club con el cual debutó a la edad de 16 años el 27 de febrero de 2017 en el partido de la Primera División de Venezuela que culminó en derrota por goleada 6-0 del Portuguesa Fútbol Club ante el ACD Lara, anotó su primer gol con el Portuguesa el 30 de abril de 2017 en la Primera División de Venezuela con apenas 16 años en la victoria 0-3 ante Mineros de Guayana disputado en el Estadio Cachamay de Puerto Ordaz.
4 días más tarde, anotaría su 2.º gol con el Portuguesa en el empate 1-1 ante Zulia Fútbol Club disputado en el Estadio José Antonio Páez de Araure.
El 14 de mayo de 2017, el Portuguesa Fútbol Club empató 1-1 con el Deportivo La Guaira Fútbol Club, disputó todo el partido y anotó su tercer gol en el Torneo Apertura 2017 al minuto 73 de partido disputado en el Estadio Olímpico de la UCV de Caracas.
El 27 de agosto de 2017, el Portuguesa Fútbol Club le ganó 2-0 al Zamora Fútbol Club, disputó 86 minutos y anotó su 1er gol en el Torneo Clausura 2017 al minuto 42 de partido disputado en el Estadio José Antonio Páez de Araure. 
El 10 de septiembre de 2017, el Portuguesa Fútbol Club le ganó por goleada 4-1 al Aragua Fútbol Club, disputó 55 minutos y anotó su primer doblete en su carrera profesional con apenas 17 años de edad, los goles fueron a los minutos 11 y 22.
El 4 de marzo de 2018, volvería a marcar gol con el Portuguesa Fútbol Club en la derrota 3-1 del Portuguesa ante Trujillanos Fútbol Club anotando el gol del descuento al minuto 51.
El 11 de marzo de 2018, anotaría gol 7 días después con el Portuguesa Fútbol Club en la victoria 1-0 del Portuguesa ante Estudiantes de Mérida anotando el gol de la victoria al minuto 36 en el Clásico añejo del fútbol venezolano.
El 29 de abril de 2018, anotaría su tercer gol en el Torneo Apertura 2018 (Venezuela) en la victoria 1-2 del Portuguesa Fútbol Club ante Atlético Venezuela Club de Fútbol disputado en el Estadio Giuseppe Antonelli de Maracay al minuto 45, siendo este su último gol anotado con el Penta.

### Deportivo Táchira
Fue fichado por el Deportivo Táchira el 1 de julio de 2018, con apenas 17 años, siendo uno de los jóvenes con mayor proyección del Fútbol Venezolano, con el objetivo de que traslade al conjunto aurinegro su gran momento y que les pueda aportar y ser de gran contribución en el Torneo Clausura 2018 (Venezuela) y en la clasificación a la Copa Libertadores 2019.
El 23 de julio de 2018, haría su debut con el conjunto aurinegro, en la derrota 1-0 ante Zulia Fútbol Club en el Estadio José Encarnación Romero de Maracaibo.
El 19 de septiembre de 2018, anotaría su primer gol con el conjunto aurinegro, en la victoria 0-3 ante Metropolitanos Fútbol Club al minuto 70 en el partido disputado en la Universidad Santa María de Caracas, convirtiendo así su primer gol en el Torneo Clausura 2018 (Venezuela).
El 26 de septiembre de 2018, anotaría su segundo gol con el conjunto aurinegro, en la victoria 0-1 ante Trujillanos Fútbol Club en el Estadio José Alberto Pérez de Valera.
El 8 de octubre de 2018, anotaría su primer gol en el Clásico del fútbol venezolano con apenas 18 años, en el empate 1-1 ante Caracas Fútbol Club en el Estadio Olímpico de la UCV colocaría minuto 42 de partido la momentánea victoria 0-1 del Deportivo Táchira.
El 20 de marzo de 2019, después de tener un tiempo con muy poca continuidad durante el Torneo Apertura 2019 (Venezuela) volvería a anotar gol con el conjunto aurinegro en la victoria 3-2 ante Estudiantes de Caracas Sport Club al minuto 60 de partido en el Estadio Polideportivo de Pueblo Nuevo de San Cristóbal, siendo este su único gol durante el Torneo Apertura.
El 18 de agosto de 2019, anotaría su primer gol en el Torneo Clausura 2019 (Venezuela) en la derrota 2-1 ante Monagas S. C. en el Estadio Monumental de Maturín anotando el gol del descuento al minuto 40.
El 25 de agosto de 2019, anotaría su segundo gol durante el Torneo Clausura 2019, en la victoria del Deportivo Táchira 3-2 ante Mineros de Guayana en el Estadio Polideportivo de Pueblo Nuevo de San Cristóbal, anotando gol al minuto 50. 
El 8 de septiembre de 2019, anotaría su tercer gol en la victoria del Deportivo Táchira 2-0 ante Atlético Venezuela Club de Fútbol al minuto 71, extendiendo así su racha goleadora del Torneo Clausura 2019 anotando gol en 3 partidos consecutivos.
El 15 de septiembre de 2019, anotaría su cuarto gol en el empate del Deportivo Táchira 2-2 ante Carabobo Fútbol Club al minuto 34 de partido.
El 25 de septiembre de 2019, anotaría su primer doblete con el conjunto aurinegro, en la victoria por goleada 6-0 del Deportivo Táchira ante LALA F. C., anotando sus goles al minuto 3 y 88 respectivamente.
El 29 de septiembre de 2019, anotaría su séptimo gol con el conjunto aurinegro en el Torneo Clausura 2019, en la victoria 0-1 del Deportivo Táchira ante Deportivo La Guaira en el Estadio Olímpico de la UCV en Caracas anotó el gol al minuto 34 de partido. Se ha convertido en uno de los referentes del conjunto aurinegro durante este Torneo, siendo el máximo asistidor y el segundo máximo goleador hasta el momento del Deportivo Táchira en el Torneo Clausura 2019 (Venezuela).
El 1 de diciembre de 2019, ingresaria de cambio al minuto 79 por Jeizon Ramírez Chacón, disputando así su primer Clásico del futbol venezolano en una Final, la Gran Final de Ida del Torneo Clausura 2019 (Venezuela) que culminaria en empate 1-1 entre Caracas F.C. y Deportivo Táchira en el partido disputado en el Estadio Olímpico de la UCV.
Además es el Juvenil más destacado del Fútbol Venezolano en la actualidad, ganando tanto distinciones individuales, así como formando parte del XI Ideal de la Fecha del Futve en varias oportunidades.

## Trayectoria

### Profesional
| Club               | País      | Año                      | Partidos | Goles | Asistencias |
| ------------------ | --------- | ------------------------ | -------- | ----- | ----------- |
| Portuguesa F. C.   | Venezuela | 2017- 2018               | 35       | 9     | 6           |
| Santiago Wanderers | Chile     | 2020 - 2021              | 11       | 0     | 0           |
| UCV F.C            | Venezuela | 2022                     | 26       | 5     | 2           |
| Deportivo Táchira  | Venezuela | 2019 -2020 / 2021 - 2023 | 99       | 18    | 12          |
| Paysandu S. C.     | Brasil    | 2024                     | 20       | 7     | 1           |
| Goiás E. C.        | Brasil    | 2025-presente            | 0        | 0     | 0           |

Actualizado al ultimo partido jugado el 29 de mayo de 2024.

## Palmarés
| Título              | Equipo   | Pais   | Año  |
| ------------------- | -------- | ------ | ---- |
| Campeonato Paraense | Paysandu | Brasil | 2024 |
| Copa Verde          | Paysandu | Brasil | 2024 |